# Braunschweig-Kolleg

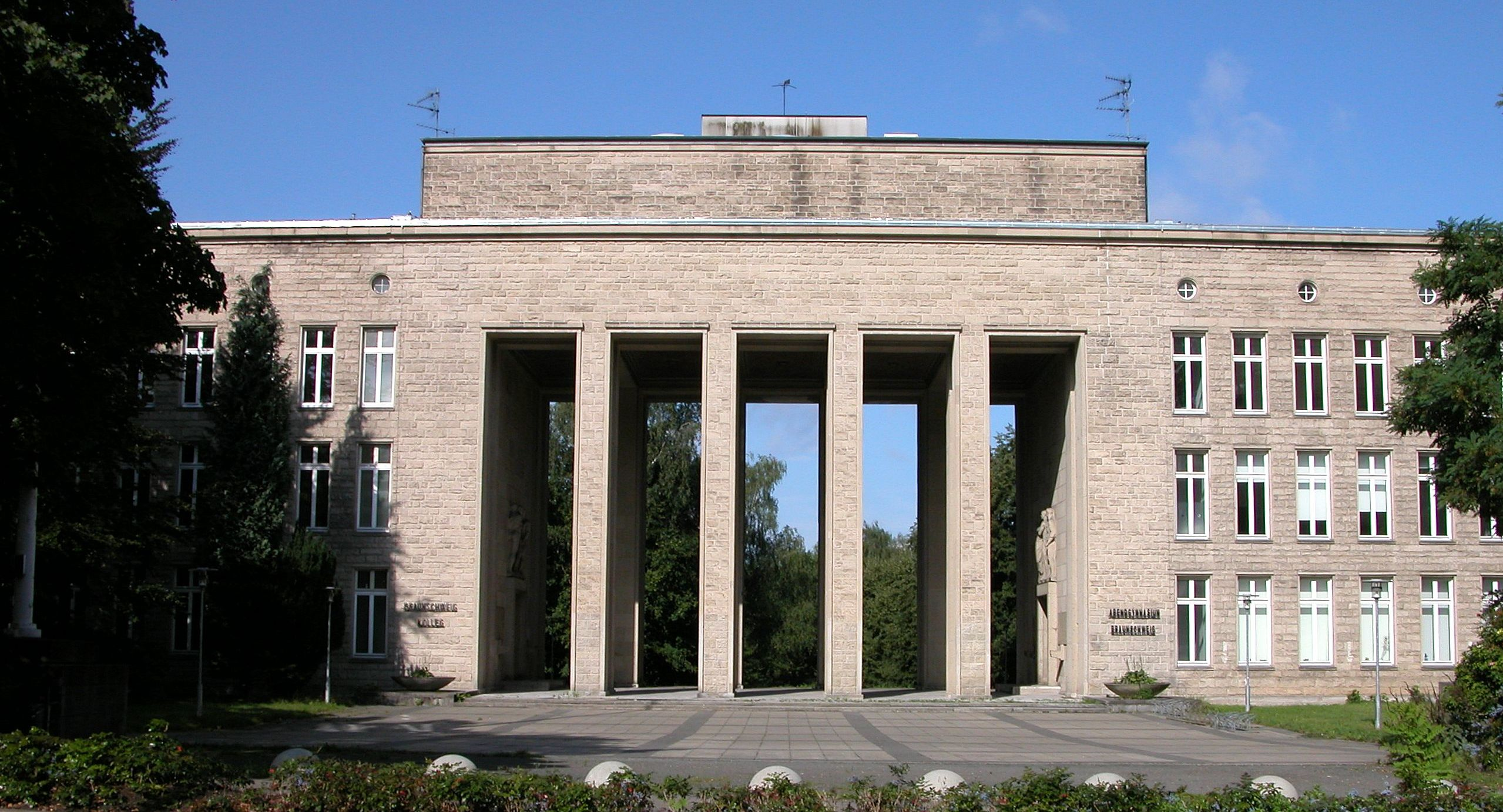
Das Braunschweig-Kolleg

Das Braunschweig-Kolleg ist seit 1949 als Einrichtung des Landes Niedersachsen ein Institut für Erwachsenenbildung zur Erlangung der allgemeinen Hochschulreife oder der Fachhochschulreife, die die Kollegiaten je nach Voraussetzung in zwei bis dreieinhalb Jahren erreichen können.

## Geschichte
Es wurde 1949 in Braunschweig mit 4 hauptamtlichen Lehrern und 50 Kollegiaten gegründet und ist die älteste Schule dieser Art in Deutschland. 1959 übernahm das Kolleg die Räumlichkeiten der Akademie für Jugendführung der Hitlerjugend, die zwischen 1937 und 1939 errichtet worden war. 1981 wurde die Ausbildung an das gymnasiale Kurssystem angepasst. Bis 2001 teilte es sich die Gebäude mit der Deutschen Müllerschule, seither mit dem Abendgymnasium Braunschweig.

## Ausbildung
Das Kolleg umfasst die Schuljahrgänge 11 bis 13 und hat knapp 350 Schüler. Der Unterricht findet tagsüber an circa 30 Wochenstunden statt. Dem Kolleg ist ein Wohnheim mit 45 Wohnplätzen angegliedert, das es sich mit dem Abendgymnasium teilt.
Die Voraussetzungen zum Besuch sind der Haupt- oder Realschulabschluss sowie eine Berufsausbildung oder eine mindestens dreijährige Berufstätigkeit beziehungsweise anerkannte Ersatzzeiten, wobei die Führung eines Familienhaushalts mit mindestens drei Personen der Berufstätigkeit gleichgestellt ist. Weitere Aufnahmebedingung ist ein Mindestalter von 19 Jahren.
Die Ausbildung dieses Zweiten Bildungsweges gliedert sich in eine einjährige Einführungsphase und eine zweijährige Qualifikationsphase. In einem halbjährigen Vorkurs können Interessenten, die keinen Sekundarabschluss I haben, die Zugangsberechtigung für die Einführungsphase erlangen. Anmeldeschluss zur Bewerbung ist jeweils der 15. Januar, Aufnahmetermin der erste Schultag nach den Sommerferien.
Die Ausbildung ist kostenlos, die Lernmittel werden aber nicht mehr vom Land Niedersachsen getragen, da die Lernmittelfreiheit abgeschafft wurde. Die Kollegiaten können elternunabhängig Unterstützung nach dem BAföG beantragen. Zuständig ist das niedersächsische Amt für Ausbildungsförderung.

## Bekannte Absolventen des Braunschweig-Kollegs
- Benno Artmann (1953–1953), Mathematiker
- James von Berlepsch (1956–1958), Schauspieler, Theatergründer und Theaterleiter (Neues Theater Hannover)
- Johann Bruns (1952–1954), Politiker
- Marlis Dürkop-Leptihn (1964–1966), Soziologin und Hochschullehrerin, erste Frau im Amt des Präsidenten der Humboldt-Universität Berlin
- Günther Kaiser (1949–1951), Max-Planck-Institut für ausländisches und internationales Strafrecht
- Johann Löhn (1958–1960), Gründer und Leiter der Steinbeis-Hochschule Berlin
- Paul Neumann (1954–1956), Politiker
- Benno Ohnesorg (1961–1963), Student
- Bernd-A. Rusinek (1973–1976), Historiker, Professor für Neuere und Neueste Geschichte (Heinrich-Heine-Universität Düsseldorf).
- Klaus Tenfelde (1965–1967), Historiker und Soziologe
- Uwe Timm (1961–1963), Schriftsteller